# Dub Pětisetletí
Dub Pětisetletí, polsky Dąb 500-lecia, je památný strom dub letní (Quercus robur L.). Nachází se v lese Las Nadodrzański, v části Krępa městského obvodu Nowe Miasto města Zielona Góra v Lubušském vojvodství v Dolním Slezsku v západním Polsku. Roste nedaleko silnice u mrtvého ramene Stara Odra řeky Odry na jejím levém břehu u chráněné oblasti Pętla Odry I v geomorfologickém celku Kotlina Kargowska. Strom je památkově chráněn od 27. června 2017.

## Historie a popis stromu
V roce 1429 zakoupila Zelená Hora (tehdejší Grünberg) dnešní přírodně cenný les Las Nadodrzański. Les byl významným zdrojem příjmů města a později v 19. století se stal cílem výletů. Z tohoto důvodu město nechalo postavit v blízkosti stromu nejprve altán a v roce 1839 i restauraci, která nakonec zanikla na konci druhé světové války v roce 1945. Ve dnech 22. a 23. června 1929 se slavilo 500. výročí získání Lasu Nadodrzańského městem Zielona Góra. U této příležitosti byl odhalen pamětní kámen (bludný balvan) s nápisem a to před dnešním Dubem Pětisetletí. Památný dub i pamětní kámen se zachovaly, avšak nápis na kameni byl zničen. Obvod kmene dubu ve výčetní výšce je cca 5,2 m.

## Další informace
Dub je celoročně volně přístupný a nachází se cca 100 m od dálkové cyklistické trasy řeky Odry (Rowerowy Szlak Odry). Poblíž dubu se také nacházejí dva pamětní kameny a další památný dub letní Gabryš.

## Galerie

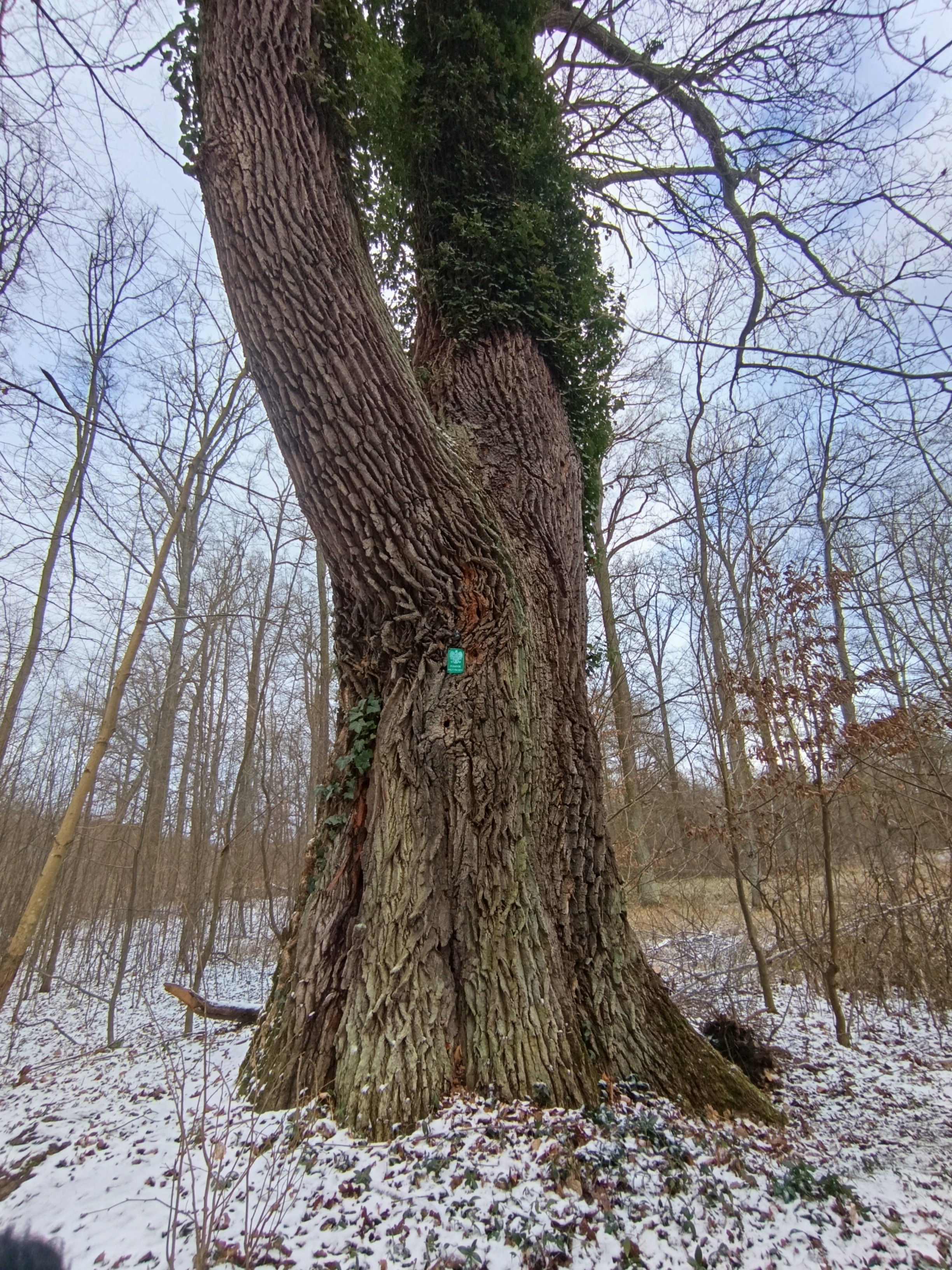
Kmen stromu v lednu 2025